# Port lotniczy Masasi
Port lotniczy Masasi (IATA: XMI, ICAO: HTMI) – port lotniczy położony w Masasi, w Tanzanii.